# 周之麟 (光緒進士)
周之麟（?—?），字閣書，貴州省貴陽府貴築縣人，清朝政治人物，同進士出身。
光緒二十一年（1895年）乙未科進士，三甲六十三名，同年五月，以主事分部学习；后官刑部宥恤司主事。